# Livre blanc sur la défense et la sécurité nationale 2013

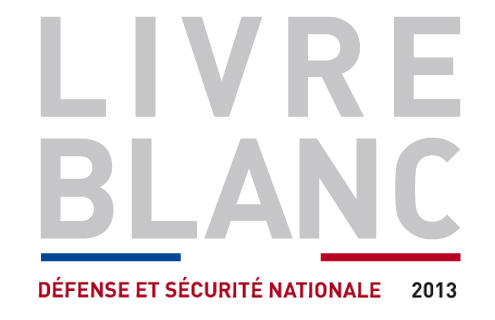
Logo du livre blanc 2013.

Le Livre blanc sur la défense et la sécurité nationale 2013, publié le 29 avril 2013, est un livre blanc chargé de définir une stratégie globale de défense et de sécurité pour la France. Il a été rédigé à la demande du président français François Hollande au lendemain de son élection et fait suite au Livre blanc sur la défense et la sécurité nationale 2008.
Il prévoit entre autres 34 000 suppressions de postes sein du ministère de la Défense durant la période 2014-2019 (en sachant que 10 000 d’entre elles étaient déjà programmées dans le précédent livre blanc à propos de la même période).

## Contexte
Le 13 juillet 2012, le Président François Hollande engage la rédaction d'un nouveau Livre blanc sur la défense et la sécurité nationale tenant compte des changements majeurs intervenus dans l'environnement international et économique depuis la parution, en 2008, du précédent ouvrage. Après plusieurs mois de travail, ce Livre blanc est approuvé et présenté par le Président de la République le 29 avril 2013.

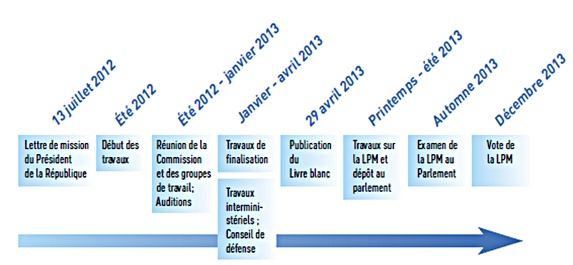
Calendrier des étapes de la rédaction du Livre blanc 2013.

Le Livre blanc fixe la stratégie française de défense et de sécurité nationale, et précise notamment son articulation avec la politique de sécurité et de défense commune de l'Union européenne et avec l'Alliance Atlantique, et les capacités requises pour la mettre en œuvre dans les quinze à vingt ans à venir.
Le Livre blanc constitue le socle stratégique et politique sur lequel est construite la Loi de programmation militaire suivante. Présenté en conseil des ministres le 2 août 2013 par Jean-Yves Le Drian, ministre de la Défense, le projet de loi relatif à la programmation militaire pour les années 2014-2019 est voté le 3 décembre 2013 à l’Assemblée nationale.

## Prévisions

### Armée de terre
Format prévu en 2025 :
- 66 000 hommes projetables ;
- 200 chars lourds ;
- 250 chars moyens ;
- 2 700 véhicules blindés multi-rôles et de combat ;
- 140 hélicoptères de reconnaissance et d’attaque ;
- 115 hélicoptères de manœuvre ;
- une trentaine de drones.

Unités dissoutes en 2014 :
- 110e régiment d'infanterie (Donaueschingen, Allemagne) ;
- 4e régiment de dragons (Carpiagne) ;
- 8e régiment d’artillerie de Commercy (Livre blanc de 2008).

Unités transférées en 2014 :
- 1er régiment étranger de cavalerie d’Orange, équipé d’AMX 10RC, transféré à Carpiagne.

### Armée de l'air
Format prévu en 2025 :
- 225 avions de chasse (pour l'Armée de l'air et la Marine nationale) ;
- une cinquantaine d’avions de transport tactique ;
- 7 avions de détection et de surveillance aérienne (pour l'Armée de l'air et la Marine nationale) ;
- 12 avions ravitailleurs multi-rôles ;
- 12 drones de surveillance de théâtre ;
- des avions légers de surveillance et de reconnaissance ;
- 8 systèmes sol-air de moyenne portée.

Unités dissoutes en 2014 :
- escadron de reconnaissance 2/33 Savoie ;
- base aérienne de Châteaudun ;
- escadron de guerre électronique (EGE) 48.530.

### Marine nationale
Format prévu en 2025 :
- 4 sous-marins nucléaires lanceurs d’engins ;
- 6 sous-marins nucléaires d’attaque ;
- 1 porte-avions ;
- 15 frégates de premier rang ;
- une quinzaine de patrouilleurs ;
- 6 frégates de surveillance ;
- 3 bâtiments de projection et de commandement ;
- des avions de patrouille maritime ;
- une capacité de guerre des mines.

### Généralités sur le livre blanc
- (fr) Le livre blanc sur la défense et la sécurité nationale, 2013
- (fr) Site officiel du livre blanc
- Projet de loi de programmation militaire 2014-2019 - Dossier Thématique, Ministère de la Défense, 2 aout 2013 (lire en ligne)

### Dissolution
- « Projet de loi de finances pour 2013 : Sécurité : gendarmerie nationale. Audition du Général Jacques Mignaux, Directeur général de la gendarmerie nationale. », sur senat.fr (consulté le 16 aout 2014)
- (fr) Annonce des dissolutions par le CEMAT
- (fr) La discrète dissolution de l’Escadron de guerre électronique 48.530
- (fr) L'Armée de terre devra encore dissoudre deux régiments
- (fr) Les nouvelles restructurations seront annoncées en septembre